# Joost Baljeu
Joost Baljeu (Middelburg, 1 november 1925 – Amsterdam, 1 juli 1991) was een Nederlandse schilder, beeldhouwer, architect, grafisch kunstenaar en publicist.

## Leven en werk
Baljeu kreeg zijn opleiding van 1943 tot 1945 aan het Instituut voor Kunstnijverheidsonderwijs te Amsterdam en was aanvankelijk werkzaam als schilder. Hij maakte realistische landschappen, stadsgezichten en stillevens. In 1950 ging hij zich, zoals vele andere kunstenaars in die tijd, oriënteren op de internationale vernieuwingsbewegingen van voor de Tweede Wereldoorlog, zoals het kubisme en de daaruit voortgekomen abstracte kunst. Hij liet zich vooral inspireren door de kunstenaars van De Stijl met hun geometrisch-abstracte vormentaal. In 1954 maakte hij zijn eerste ontwerp van een reliëf voor een wijkcentrum in Amsterdam. Het gevraagde ontwerp moest het samengaan van architectuur, schilder- en beeldhouwkunst demonstreren. Hij volgde een werkwijze die ook Piet Mondriaan en Theo van Doesburg hadden toegepast en raakte geboeid door de architectonische toepassingsmogelijkheden van reliëfs. Hij gaf vanaf dat moment het schilderen op. In 1956 maakte hij zijn eerste constructivistische, abstracte wandbeelden, bestaande uit gekleurde vlakken. In 1957 monteerde hij, om het ruimtelijke karakter te versterken, de vlakken haaks op elkaar.
Baljeu liet zich ook inspireren door de ontwikkelingen in Frankrijk, waar in de vijftiger jaren kunstenaars ruimtelijke kleurconstructies maakten, zoals een trouwe volgeling van Mondriaan, Jean Gorin van de Groupe Espace. Gorin had Mondriaan in 1926 voor het eerst ontmoet en was met hem bevriend geraakt. Hij was trouw gebleven aan het idioom van Mondriaan, het neoplasticisme. Baljeu ontmoette op zijn beurt in Parijs de zesentwintig jaar oudere Gorin. Hun vriendschap bracht Gorin enkele keren naar Amsterdam, onder andere in 1967 voor een retrospectieve tentoonstelling in het Stedelijk Museum.
Van 1957 tot 1972 was Baljeu docent aan de Koninklijke Academie van Beeldende Kunsten in Den Haag.

## Werken (selectie)
Tentoonstellingen
- 1965 De Zonnehof in Amersfoort
- 1975/1976 Gemeentemuseum Den Haag
- 1979 Kröller-Müller Museum in Otterlo
- 1991 Stedelijk Museum in Amsterdam
- 2000 Staal in Beeld (groepstentoonstelling) in Het Oude Slot Heemstede: F19 (model uit 1986/87)

Musea
- Mondriaanhuis in Amersfoort
- Kröller-Müller Museum in Otterlo: twee werken maken deel uit van de museumcollectie, te weten Synthetische Constructie F5-2 cd (1966/68) en Synthetische Constructie F15 nr. 1 (1983/87), alsmede een werk (F26 uit 1990) voor het beeldenpark (in 1991 door de weduwe van Baljeu aan het museum geschonken).

Openbare ruimte
- Bliksem (1955), Wijkcentrum Open Vaart, Meidoornplein in Amsterdam-Noord
- Synthetische constructie F8-1B (1978), Plesmanweg in Den Haag
- Wandsculptuur (1980), politiebureau Burg. Wegstapelplein in Zoetermeer (architectonische constructie van panelen gekleurd plexiglas in een aluminium constructie van twee verdiepingen)
- Synthetische constructie F11 (1981), binnenplaats Vest in Dordrecht - herplaatst in 1999
- Synthetische constructie F13 (1984), Laan der Verenigde Naties in Dordrecht - herplaatst in 1999
- F26 (1990) in het beeldenpark van het Kröller-Müller Museum in Otterlo
- Space Time (I) ( 1989) in Rotterdam - deelgemeente Prins Alexander
- Space Time II (gerestaureerd 2004) in Rotterdam - deelgemeente Prins Alexander

Fotogalerij

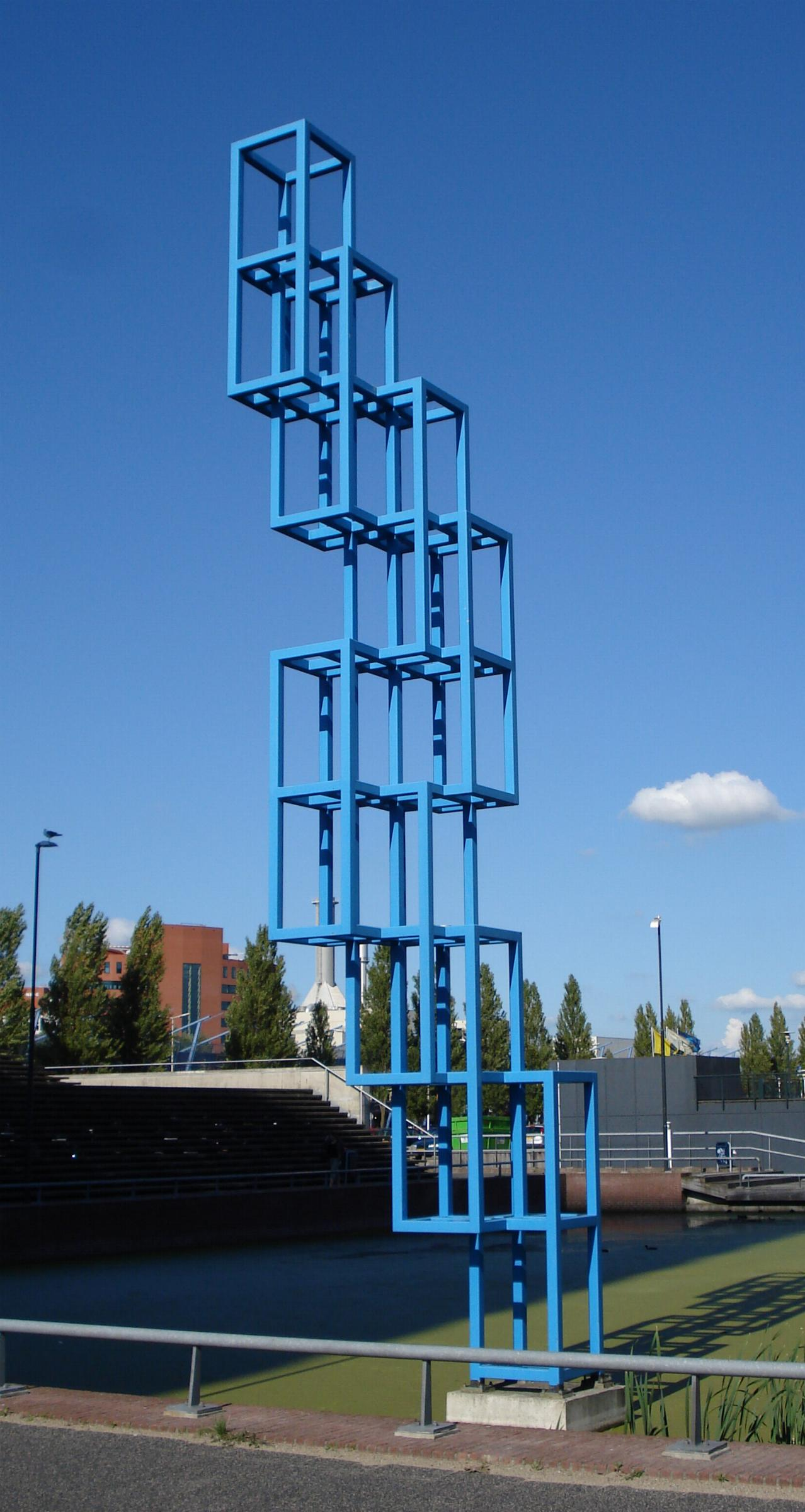
Space Time in Rotterdam
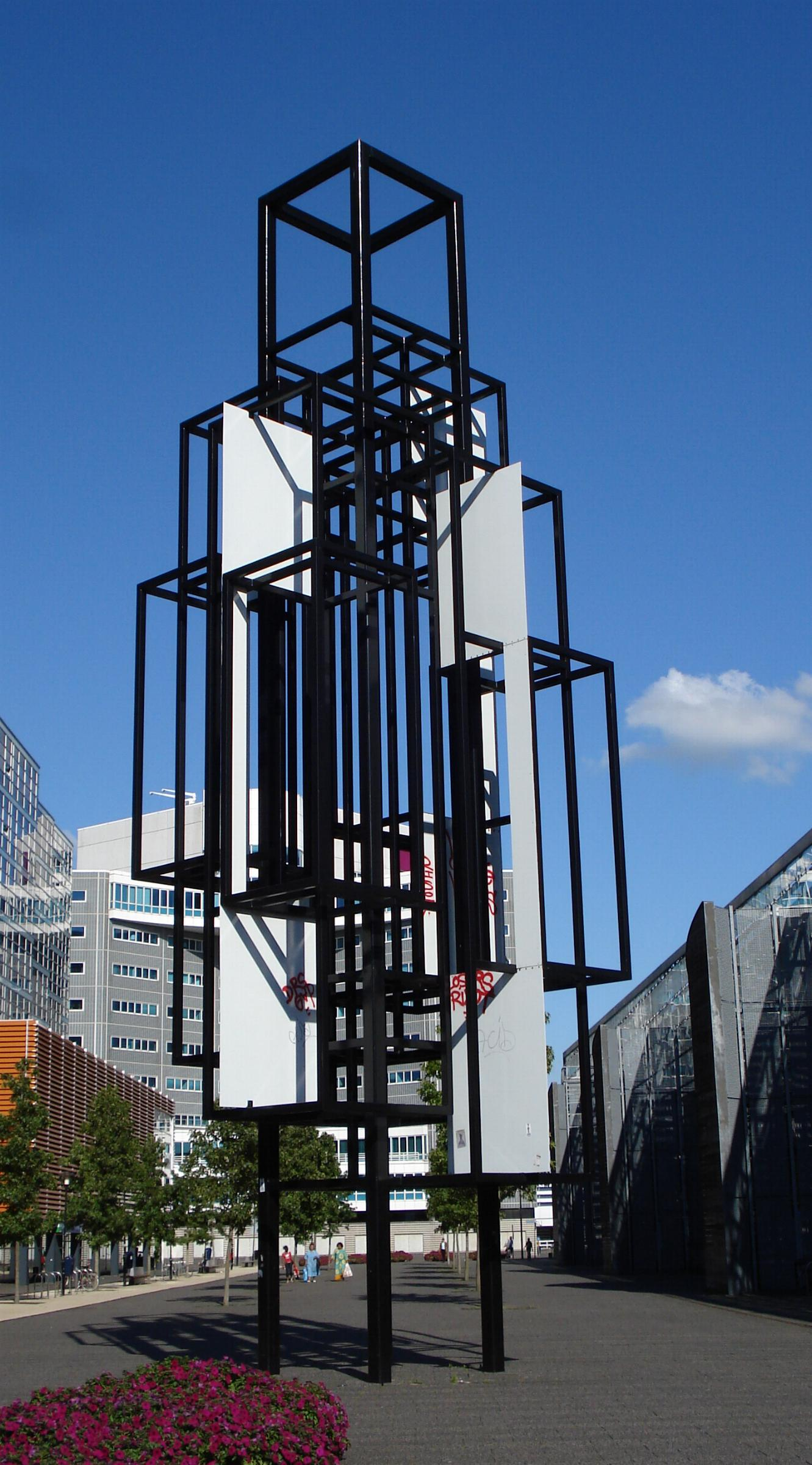
Space Time II in Rotterdam

Masterplan Tilburg
Joost Baljeu presenteerde in 1983 het masterplan voor de beeldende kunst in Tilburg. Het plan voor beelden in de gebouwde omgeving dateerde uit 1976 en Baljeu werd in 1982 voor de realisering geselecteerd. Oorspronkelijk waren 15 beelden voorzien; uiteindelijk zijn er 13 gerealiseerd in de periode van 1987 tot 1996. Drie routes heeft Baljeu ontworpen, waarbij de kunststromingen conceptuele kunst, constructivisme en figuratieve kunst aan bod zouden komen.

## Publicaties
- In 1958 publiceerde Baljeu Mondriaan en Miró (uitgegeven door Edition de Beek in Amsterdam)
- Van 1958 tot 1964 was hij verantwoordelijk voor het internationale tijdschrift Structure, een podium voor de geometrisch abstracte kunst.
- Van 1958 tot 1962 werkte hij aan de monografie Theo van Doesburg (uitgegeven door Vista, Londen in 1974).